# 岡本祐子
岡本 祐子（おかもと ゆうこ、1954年 - ）は、日本の臨床心理学者、発達心理学者、広島大学名誉教授、教育学博士。エリク・エリクソンの理論を基盤としたライフサイクルの心理力動的研究、成人期のアイデンティティ研究に関する業績で知られる。

## 略歴
- 1983年（昭和58年）03月：広島大学大学院教育学研究科博士課程後期 単位取得満期退学
- 1989年（平成01年）04月：広島中央女子短期大学 助教授
- 1991年（平成03年）10月：広島大学教育学部 人間生活教育学講座 助教授
- 2003年（平成15年）04月：広島大学大学院教育学研究科 心理学講座 助教授
- 2004年（平成16年）04月：広島大学大学院教育学研究科 心理学講座 教授
- 2012年（平成24年）08月：Erikson Scholar, Erikson Institute, Austen Riggs Center（2012年10月まで）
- 2013年（平成25年）04月：広島大学大学院教育学研究科 附属心理臨床教育研究センター長 併任（2017年3月まで)
- 2020年（令和02年）03月：広島大学 定年退職
- 2020年（令和02年）04月：HICP 東広島心理臨床研究室 代表
- 2021年（令和03年）00　：広島県公認心理師協会 会長

## 著書

### 単著
- 『中年からのアイデンティティ発達の心理学』ナカニシヤ出版、1997年
- 『アイデンティティ生涯発達論の展開』ミネルヴァ書房、2007年

## 関連人物
- 鑪幹八郎